# Allotrichoma leotoni
Allotrichoma leotoni är en tvåvingeart som beskrevs av Vitte 1992. Allotrichoma leotoni ingår i släktet Allotrichoma och familjen vattenflugor.
Artens utbredningsområde är Marocko. Inga underarter finns listade i Catalogue of Life.